# Rátka-patak
A Rátka-patak Vas vármegyében ered, Meszlen határában. A patak forrásától kezdve déli irányban halad, végül Porpácnál eléri a Hosszú-víz medrét.
A Rátka-patak vízgazdálkodási szempontból a Rábca és Fertő-tó Vízgyűjtő-tervezési alegység működési területét képezi.

## Part menti települések
- Meszlen
- Vasszilvágy
- Porpác